# Amphoe Bang Rakam
 (juillet 2019).
Bang Rakam, (thaï : บางระกำ) est un district (amphoe) situé dans la partie occidentale de la province de Phitsanulok, dans le centre de la Thaïlande.